# Marián Vajda
Marián Vajda (Považská Bystrica, 24 marzo 1965) è un allenatore di tennis ed ex tennista cecoslovacco, dal 1993 slovacco. È noto per essere stato coach di Novak Đoković e per averlo portato ai vertici del tennis mondiale.

## Carriera

### Giocatore
Nato nella cittadina slovacca di Považská Bystrica, a quel tempo parte della Cecoslovacchia, i suoi migliori ranking ATP sono stati la 34ª posizione in singolare nel settembre 1987, e la 118ª in doppio nell'aprile 1990.
In carriera vince due tornei del circuito maggiore in singolare, su un totale di quattro finali disputate. Nel 1987 si aggiudica l'ATP Praga superando in finale Tomáš Šmíd con il punteggio di 6-1, 6-3. L'anno successivo vince il Geneva Open con il successo in finale su Kent Carlsson con un doppio 6-4.
Con la scissione della Cecoslovacchia, Vajda entra a far parte della squadra slovacca di Coppa Davis, con cui vince tutti e quattro gli incontri disputati nel 1994.

### Allenatore
Dopo il ritiro assume il ruolo di capitano sia della squadra di Davis sia di quella di Fed Cup della Slovacchia. Nel giugno 2006 diventa coach di Novak Đoković, contribuendo a portarlo ai vertici del tennis mondiale. Nel 2013 il nuovo capo-allenatore di Djokovic diventa Boris Becker e Vajda rimane nello staff fino al 2017, quando arrivano i nuovi allenatori Andre Agassi e Radek Štěpánek. Nel 2018 Djokovic risolve il contratto con Agassi e Štěpánek e richiama come capo coach Vajda. Il campione serbo era reduce da un grave infortunio e da una lunga crisi di risultati. Vajda lo convince ad abbandonare la dieta vegana e ad allontanare la guida spirituale Pepe Imaz.
Il rapporto con Djokovic si rompe di nuovo nel marzo 2022, e a maggio arriva l'annuncio che affiancherà Karol Beck alla guida tecnica dell'emergente Alex Molčan, nº 1 slovacco. La collaborazione con Molčan termina dopo un anno.
In seguito entra nella Mouratoglou Tennis Academy, nella quale segue tennisti tra i 10 e i 15 anni di età iscritti alla sua organizzazione "Hrajme Tenis Slovensko", che aveva creato già nel 2020 quando era il coach di Djokovic. Tale organizzazione è nata con lo scopo di finanziare e aiutare questi ragazzi appassionati di tennis, non solo quelli più promettenti ma anche quelli meno dotati. Altro obiettivo dell'organizzazione è quello di insegnare ai giovani come diventare allenatori di tennis.

## Statistiche

### Tornei ATP

#### Singolare

##### Vittorie (2)
| Legenda                                              |
| Grande Slam (0)                                      |
| ATP World Tour Finals (0)                            |
| ATP Super 9 / ATP Masters Series (0)                 |
| ATP Championship Series / ATP International Gold (0) |
| ATP World Series / ATP International Series (2)      |

| Numero | Data              | Torneo               | Superficie  | Avversario in finale | Punteggio |
| 1.     | 10 agosto 1987    | ATP Praga, Praga     | Terra rossa | Tomáš Šmíd           | 6-1, 6-3  |
| 2.     | 19 settembre 1988 | Geneva Open, Ginevra | Terra rossa | Kent Carlsson        | 6-4, 6-4  |

##### Sconfitte in finale (2)
| Legenda                                              |
| Grande Slam (0)                                      |
| ATP World Tour Finals (0)                            |
| ATP Super 9 / ATP Masters Series (0)                 |
| ATP Championship Series / ATP International Gold (0) |
| ATP World Series / ATP International Series (2)      |

| Numero | Data           | Torneo                                       | Superficie  | Avversario in finale   | Punteggio     |
| 1.     | 4 maggio 1987  | Internazionali di Baviera, Monaco di Baviera | Terra rossa | Guillermo Pérez Roldán | 3-6, 6-7      |
| 2.     | 19 giugno 1989 | Gran Prix Bari, Bari                         | Terra rossa | Juan Aguilera          | 6-4, 3-6, 4-6 |

### Tornei minori

#### Singolare

##### Vittorie (1)
| Legenda tornei minori |
| Challenger (1)        |
| Futures (0)           |

| Numero | Data          | Torneo                              | Superficie  | Avversario in finale | Punteggio |
| 1.     | 9 luglio 1984 | Neunkirchen Challenger, Neunkirchen | Terra rossa | Miloslav Lacek       | 6-2, 7-5  |

#### Doppio

##### Vittorie (2)
| Legenda tornei minori |
| Challenger (2)        |
| Futures (0)           |

| Numero | Data             | Torneo                    | Superficie    | Compagno            | Avversari in finale               | Punteggio     |
| 1.     | 30 novembre 1987 | Munster Open, Munster     | Sintetico (i) | Karel Nováček       | Alex Antonitsch Tony Mmoh         | 4-6, 7-6, 7-6 |
| 2.     | 14 giugno 1993   | Kosice Challenger, Košice | Terra rossa   | Branislav Stankovič | Alejo Mancisidor Federico Sánchez | 6-2, 6-1      |